# Филокодекс

Пример кладограммы (Четвероногие), на узлах которой подписаны названия клад, регулируемых кодексом

«Междунаро́дный ко́декс фи́логенети́ческой номенклату́ры», или «Филоко́декс» (англ. The International Code of Phylogenetic Nomenclature, PhyloCode), — свод правил, регулирующих вопросы филогенетической номенклатуры. В своей текущей версии «Филокодекс» не предназначен для регулирования видовых названий, оставляя эту задачу соответствующим кодексам (МКЗН,  МКН, МКНП,  МКНКР, МККиНВ). «Филокодекс» создан в рамках работы Международного общества филогенетической номенклатуры. Изначально кодекс написан на английском языке.

## История
Теоретические основы кодекса были выработаны Кевином де Кейросом и Жаком Готье в серии публикаций в 1990-х годах, которые были предвосхищены идеей о том, что название таксона может выступать в качестве ссылки на часть филогенетического дерева.
Перед началом разработки кодекса было проведено три симпозиума, на которых инициативные группы определили теоретические положения кодекса. Первый симпозиум «Преобразование филогенетического анализа в классификацию» (англ. «Translating Phylogenetic Analyses into Classifications») был организован Ричардом Олмстидом в Американском институте биологических наук в Сан-Диего в 1995 году. Второй симпозиум под названием «Линнеевская иерархия: прошлое, настоящее и будущее» (англ. «The Linnean Hierarchy: Past, Present and Future») был организован Джеем Марком Портером в рамках Юго-западного симпозиума по ботанической систематике в ботаническом саде Ранчо Санта Ана в 1996 году. В 1999 году на XVI Международном ботаническом конгрессе в Сент-Луисе под руководством Филиппом Кантино и Торстеном Эрикссоном проведён последний симпозиум «Обзор и практическое применение филогенетической номенклатуры» (англ. «Overview and Practical Implications of Phylogenetic Nomenclature»).
Подготовка самого кодекса началась осенью 1997 года, когда Майкл Донохью, Филипп Кантино и Кевин де Кейрос решили провести семинар, состоявшийся 7 и 8 августа 1998 года в гербарии Гарвардского университета. Набросок кодекса, подготовленный Кантино, был значительно доработан 27-ю участниками семинара. Авторы опирались на некоторые положения других кодексов, а также частично на проект создававшегося в то время «Биокодекса» (англ. BioCode), призванного объединить существующие кодексы номенклатуры живых существ в единый гармоничный кодекс. Многие положения «Филокодекса» оказались уникальными для подобного рода документов по причине отсутствия опоры на понятие о таксономическом ранге.
Первая версия «Филокодекса» опубликована в Интернете 8 апреля 2000 г. Вторая версия была выработана участниками семинара, подобного тем, что были проведены ранее. Первые пять версий «Филокодекса» публиковались только в электронном виде (форматы PDF и .doc) и только шестая версия кодекса была издана в печатном виде.
| Версия              | Дата опубликования |
| ------------------- | ------------------ |
| 6                   | 8 июня 2020        |
| 5                   | январь 2014        |
| 4c                  | 12 января 2010     |
| 4b                  | 12 сентября 2007   |
| 4a                  | 31 июля 2007       |
| 3a                  | 16 июня 2006       |
| 2b                  | 17 июня 2004       |
| 2a                  | 21 декабря 2003    |
| 2                   | 30 сентрября 2003  |
| Изначальное издание | 8 апреля 2000      |

## Содержание
Как и другие номенклатурные кодексы, «Филокодекс» подразделён на статьи, главы и части. Каждая статья так же может содержать заметки, примеры и рекомендации.

### Содержание
- Предисловие
- Преамбула
- Часть I. Принципы
- Часть II. Правила
  - Глава I. Таксон (ст. 1–3)
  - Глава II. Публикация (ст. 4–5)
  - Глава III. Названия (ст. 6–8)
  - Глава IV. Названия клад (ст. 9–11)
  - Глава V. Выбор установленных названий (ст. 12–15)
  - Глава VI. Положения, касающиеся гибридов (ст. 16)
  - Глава VII. Орфография (ст. 17–18)
  - Глава VIII. Авторство названий (ст. 19)
  - Глава IX. Цитирование авторов и регистрацонные номера (ст. 20)
  - Глава X. Видовые названия (ст. 21)
  - Глава XI. Руководство (ст. 22)
- Словарь терминов
- Приложения
  - Приложение А. Прецедуры регистрации и требования к данным
  - Приложение Б. Свод этических правил